# Norra tivoli

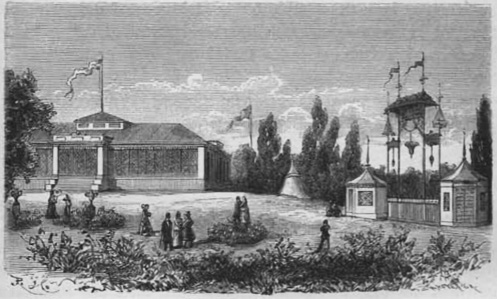
Norra tivolit, enligt ett inträdeskort

Norra tivoli, öppnat 1848 vid Norrtullsgatan i nuvarande Vasastan, var ett av Stockholms första tivolin.
Grundarna hovkirurgen Johan Robert Stangberg och kammarskrivare Johan Michael Claesson hade inspirerats av Tivoli i Köpenhamn som hade öppnat fem år tidigare. Man införskaffade en tomt och lät resa byggnader i det dåvarande kvarteret Trumpetaren (nuvarande Flöjtblåsaren och Trumpetaren) i Stockholms lantliga utkanter utmed Norrtullsgatan. Gatan var utfartsväg mot Uppsala och kantades vid denna tid av flera krogar. 
Genom en kinesiserad portal leddes besökarna in på området bland gångar och planteringar. Här fanns förutom en glasad danssalong även orkesterbyggnad, bierstuga och kinesiska tält där bakverk serverades. Det av Bellman omsjungna värdshuset Tre Liljor hade rustats upp och inkorporerats i anläggningen. Förutom dans och konserter kunde besökarna, vilka kom från skilda samhällsklasser, roa sig med karusell, båtgunga, skjutbana och friluftsteater.
Tivolit var välbesökt under de första två säsongerna, men efter att Stockholms Tivoli öppnat 1850 på Djurgården bar det sig allt sämre. 1856 såldes till sist byggnader och mark på auktion, varvid danssalongen flyttades till Djurgården och blev del av Tivoliteatern på Djurgårdsslätten